# Xian de Xiaojin
Le xian de Xiaojin (小金县 ; pinyin : Xiǎojīn Xiàn) est un district administratif de la province du Sichuan en Chine. Il est placé sous la juridiction de la préfecture autonome tibétaine et qiang d'Aba.

## Démographie
La population du district était de 74 430 habitants en 1999.